# آئین عطا
آئین عطا یک منطقهٔ مسکونی در لبنان است که در راشیا، لبنان واقع شده‌است.

## خصوصیات
آئین عطا ۵۸٫۰۲ کیلومترمربع مساحت دارد ۱٬۳۳۰ متر بالاتر از سطح دریا واقع شده‌است.